# Napaea aza
Napaea aza är en fjärilsart som beskrevs av Druce 1904. Napaea aza ingår i släktet Napaea och familjen Riodinidae. Inga underarter finns listade i Catalogue of Life.